# اعتراضات در مقابل بورس تهران

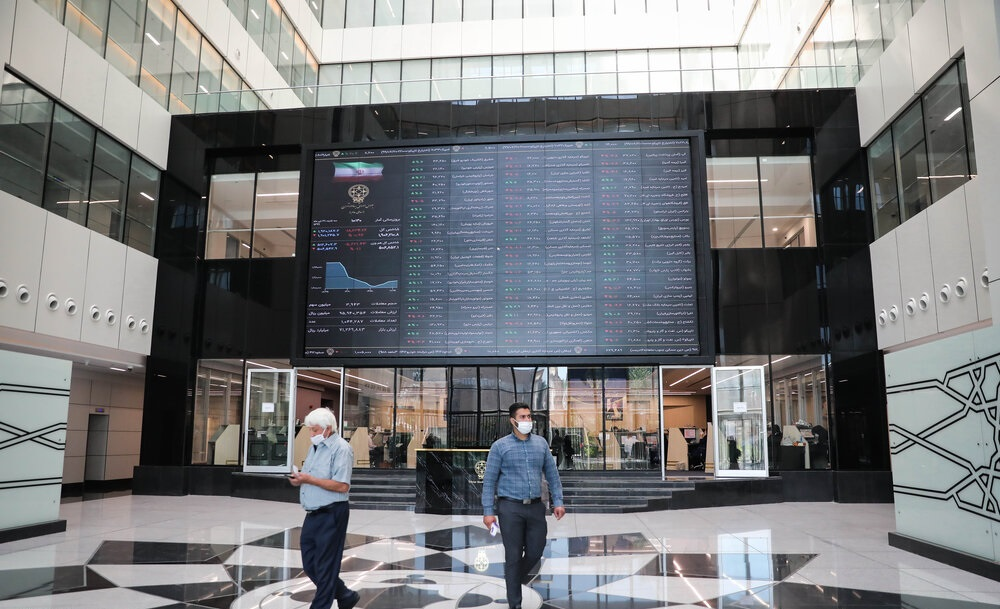
بورس تهران

در ۱۸ تیر ۱۴۰۴ اعتراضات در مقابل بورس تهران در اعتراض به مداخلهٔ دولت در بازار سرمایه و همچنین ضررهای سنگینی که به سهامداران وارد می‌شود، برگزار شد.

## زمینه
بورس تهران با بحران چندساله‌ای شدید در پی عوامل ساختاری و سیاسی متعددی روبه‌رو است. اقتصاد ایران در سال ۱۴۰۴ با بحران‌های ساختاری عمیقی مواجه است که نتیجهٔ دهه‌ها سوء مدیریت، تحریم‌های بین‌المللی، فساد سیستماتیک و عدم تعادل گسترده در بخش‌های مختلف اقتصادی است.
جنگ بین ایران و اسرائیل در خرداد ۱۴۰۴ تأثیر شدیدی بر وضعیت اقتصادی ایران و بورس تهران گذاشت. بورس در طول جنگ برای چندین روز تعطیل شد و از زمان بازگشایی مجدد، کاهش‌های قابل توجهی در بورس ثبت شده و همچنین گزارش‌هایی از سرمایه‌گذاران زیادی که پول‌های خود را از بورس خارج می‌کنند، منتشر شده است. در اولین روز معاملات پس از جنگ ۱۲ روزه با سقوط شدیدی بازگشایی شد، به‌طوری که بیش از ۹۹ درصد سهام معامله‌شده افت کردند و باعث فروش بی‌سابقهٔ ۳۵۰ تریلیون ریالی شدند.
در طول ماه گذشته، شاخص اصلی ۱۲٫۴۲ درصد کاهش یافت، که نشان‌دهندهٔ بی‌ثباتی مداوم در بازار سرمایهٔ ایران است.

## اعتراضات
در ۱۸ تیر ۱۴۰۴ اعتراضات در مقابل بورس تهران در اعتراض به مداخلهٔ دولت در بازار سرمایه و همچنین ضررهای سنگینی که به سهامداران وارد می‌شود، برگزار شد. در مستندات این اعتراض می‌توان دید که بخشی از تظاهرکنندگان وارد ساختمان بورس شده‌اند و در محل درگیری‌هایی با مقامات سازمان بورس رخ داده است.
علی‌رغم مستنداتی که در رسانه‌ها و شبکه‌های اجتماعی از اعتراضات منتشر شد، سازمان بورس وجود آن را تکذیب کرد.